# Gil Shohat
Gil Shohat (in ebraico גיל שוחט‎?; Tel Aviv, 7 settembre 1973) è un compositore, direttore d'orchestra e pianista israeliano.

## Biografia
Gil Shohat è nato a Tel Aviv. Sua madre, Tzipora (Tzipi) Shohat, è critico teatrale del quotidiano Ha'aretz. È cresciuto a Ramat Gan. Da bambino ha frequentato un programma di musica per bambini dotati dell'Università di Tel Aviv. Il padre è un Ebreo iracheno. Ha conseguito il BM e MM dalla Scuola di Musica Mehta-Buchman all'Università di Tel Aviv nel 1991-1995. Nel periodo dal 1995 al 1997 ha studiato pianoforte e composizione all'Accademia Nazionale di Santa Cecilia di Roma e l'anno seguente ha studiato con Alexander Goehr della Università di Cambridge. Shohat vive a Jaffa con il suo compagno di vita.

## Carriera musicale
Il suo primo lavoro per orchestra è stato eseguito dalla Israel Chamber Orchestra, quando aveva 18 anni. Nell'esercito ha prestato servizio come comandante dell'Orchestra da Camera delle Forze di Difesa Israeliane. Shohat ha composto numerose sinfonie, concerti, opere e composizioni da camera e solistiche.

## Premi e riconoscimenti
Shohat è stato nominato Cavaliere dell'Ordine delle Arti e delle Lettere di Francia nel 2009.

## Opere scelte
Le opere di Shohat sono pubblicate da Casa Ricordi, Israel Music Institute, Israeli Music Center, OR-TAV Music Publications e Edizioni Gil Shohat.
Musica per il palcoscenico
- The Happy Prince, Racconto musicale per ragazzi (1997)
- Alpha e Omega, Opera (2001) A questa opera viene riconosciuto di aver trasformato la musica classica israeliana, perché fu il primo brano di un compositore israeliano ad attirare un pubblico di decine di migliaia di spettatori.[1]
- Max e Moritz, Musica d'opera per ragazzi (2002)
- Tyre e Jerusalem, Musica per il teatro (2003)
- Badenheim, Musica per il teatro (2006)
- The Devil's Dance, Balletto (2006)
- The Child Dreams, Opera (2010)

Orchestrale
- O Ye Dry Bones (1995)
- Sinfonia n. 1 Israel Sinfonia per soprano (or tenore), coro e orchestra (1998)
- Sinfonia n. 2 Alpha e Omega (1997–1999)
- Sinfonia n. 3 The Sinfonia of Fire (1998)
- Sinfonia n. 4 The Sinfonia of Lights (2000)
- Sinfonia n. 5 German Sinfonia per soprano, voce di bambino, coro e orchestra (2000)
- Sinfonia n. 6 The Cantata of Ecstasy per soprano, mezzosoprano, coro di ragazzi e orchestra (2000)
- Sinfonia n. 7 (2001)
- Sinfonia n. 8 Sacred Sinfonia per soprano, tenore, coro e orchestra (2002)
- Sinfonia n. 9 (2003)
- The Rest Is Silence per orchestra d'archi or orchestra d'archi (2006)

Concertante
- Concertino per piano e orchestra (1993)
- Concertino per violino e orchestra (1995)
- Concerto per clarinetto e orchestra (1998)
- Concerto per viola e orchestra (1998)
- Concerto per violoncello e orchestra (2000)
- Concerto No. 2 per piano e orchestra (2001)
- Concerto per flauto e orchestra d'archi (2002)
- Concerto per oboe e orchestra d'archi (2002)
- Concerto per piano quattro mani e Orchestra (2006)
- Concerto per guitar e orchestra d'archi (2007)
- Concerto per saxophone e orchestra d'archi (2008)

Musica da camera
- Anekdotos I: Choral per harp (2000)
- Anekdotos II: Theme e Variations per violino (2000)
- Anekdotos III: Rêverie et Cauchmard per viola (2000)
- Anekdotos IV: Hora Danza per violoncello (2000)
- Anekdotos V: Organum Mortum per double bass (2000)
- Anekdotos VI: Fantasia per piccolo (2000)
- Anekdotos VII: Mephisto Waltz per flauto (2000)
- Anekdotos VIII: Ballade per oboe (2000)
- Anekdotos IX: Lied per English horn (2000)
- Anekdotos X: Klezmer per clarinetto (2000)
- Anekdotos XI: Menuet per fagotto (2000)
- Anekdotos XII: Fanfare per tromba (2000)
- Anekdotos XIII: Nocturne per corno (2000)
- Anekdotos XIV: Prelude "Alla Bachiana" per trombone (2000)
- Anekdotos XV: March Funebre per tuba (2000)
- Anekdotos XVI: Perpeuum Mobile Interrompu per marimba (2000)
- Quintet per clarinetto e string quartet (2005)
- Septet per flauto, oboe, clarinetto, violino, viola, violoncello e contrabbasso (2006)
- Badenheim Grand Suite, Octet per 3 violins, 2 violas, 2 cellos e double bass (2007)

Pianoforte
- 9 Early Piano Pieces (1985–1987)
- Three Waltzes (1989)
- Three Improvisations on Paintings (1989)
- The Kiss of Salome (1990)
- Circles, 6 Short Methodological Pieces (1993)
- Piano Sonata (1993)
- Sparks from the Beyond (1996)
- Three Studies (1997)

Voce
- Five Songs of Darkness per soprano, viola e piano (1990)
- Pirkei Avot (Proverbs of Our Fathers), 7 Short Songs per soprano e piano (1991)
- Bright Winter, 3 Songs per soprano, flauto e piano (1997)
- Vocalisa per soprano e chamber ensemble (1997)
- The Song of Songs, Cantata per soprano, tenore, coro e orchestra (1997)
- Ophelie per soprano e piano o orchestra (2003)
- Michal, 4 Songs per soprano e orchestra (2006)
- Stabat Mater per mezzo-soprano e orchestra (2006)
- Dharma per 3 singers, percussion, piano, mandolin, harp e strings ensemble (2014)[1]